# 广场协议
《广场协议》是美國、日本、英国、法国及德國5个工业发达国家財政部長和央行行长於美國纽约的广场饭店会晤後，在1985年9月22日签署的協議。目的在联合干预外汇市场，使美元对日圓及德國馬克等主要货币有秩序性地贬值，以解决美国巨额贸易赤字。

## 外匯市場
《广场协议》背後的原因是美元在1980年至1985年曾升值約50%，影響美國出口而導至貿易逆差嚴重及貿易衝突。《广场协议》签订后，上述五国开始联合干预外汇市场，在国际外汇市场大量抛售美元，继而形成市场投资者的抛售狂潮，导致美元持续大幅度贬值。
《广场协议》只維持了一年半左右。因爲期間美元已下跌不少，美國遂與有關國家再於1987年2月簽定《羅浮宮協議》以阻止美元跌勢及穩定與各國匯率。但美元跌勢持續。日元由1985年2月的1美元兌260.7日元升了116% 至1988年11月的121日元。西德馬克也由1985年3月的一美元兌3.3馬克升了102% 至1987年12月的1.63馬克。法國法郎則由1985年3月的一美元兌10.08法郎升了76% 至1988年2月的5.73法郎。英鎊亦由1985年2月的一美元兌0.926英鎊升了75% 至1988年4月的0.53英鎊。。

## 影響

### 貿易逆差
首兩年，美國的貿易逆差變得更嚴重。其後，由於需求彈性的改變及出口量的增長抵消了價格變動，其貿易逆差得到改善，但只限於美國與西歐國家。廣場協議的主要目標在於解決美日貿易逆差。但貿易逆差的主因是結構性問題，而不是貨幣政策或貿易協議。即使美國貨品在國際市場的競爭力上升，仍不能成功進入日本市場。

### 日本資產泡沫爆破
雖然協議是自願簽署，但日本其後採取錯誤的貨幣政策，將利率由5% 減至2.5%以刺激經濟增長及阻止日元過度升值，但卻未能適時調整，從而引起資產泡沫及日本泡沫經濟。為遏止經濟過熱，日本於1989年初開始升息，而資產泡沫亦於1990年1月破裂。日本其後的經濟亦因為結構性的原因而長期表現呆滯甚至衰退，被稱為日本「失落的三十年」。。但反過來說西德則在廣場協議後，卻能走出成功的可持續發展路線，一般看法中有西德不久後遇上兩德統一與歐盟建立統一市場的背景，德國出現大政府負責調控經濟與外貿，以及對於投機炒房等的嚴控密不可分。

## 結束
1987年2月，七大主要工业国政府签定《卢浮宫协议》，《广场协议》被取代。

## 再起
2025年，隨著川普政府針對貿易赤字再度發動的關稅戰，也讓傳媒對美國對世界第二次達成匯率協議的相似情況，展開了討論。

## 另見
- 日圓升值蕭條
- 日本经济
- 日本泡沫经济
- 失去的十年

## 外部連結

美元對日圓匯率貶值圖，對其他國家也大幅貶值。

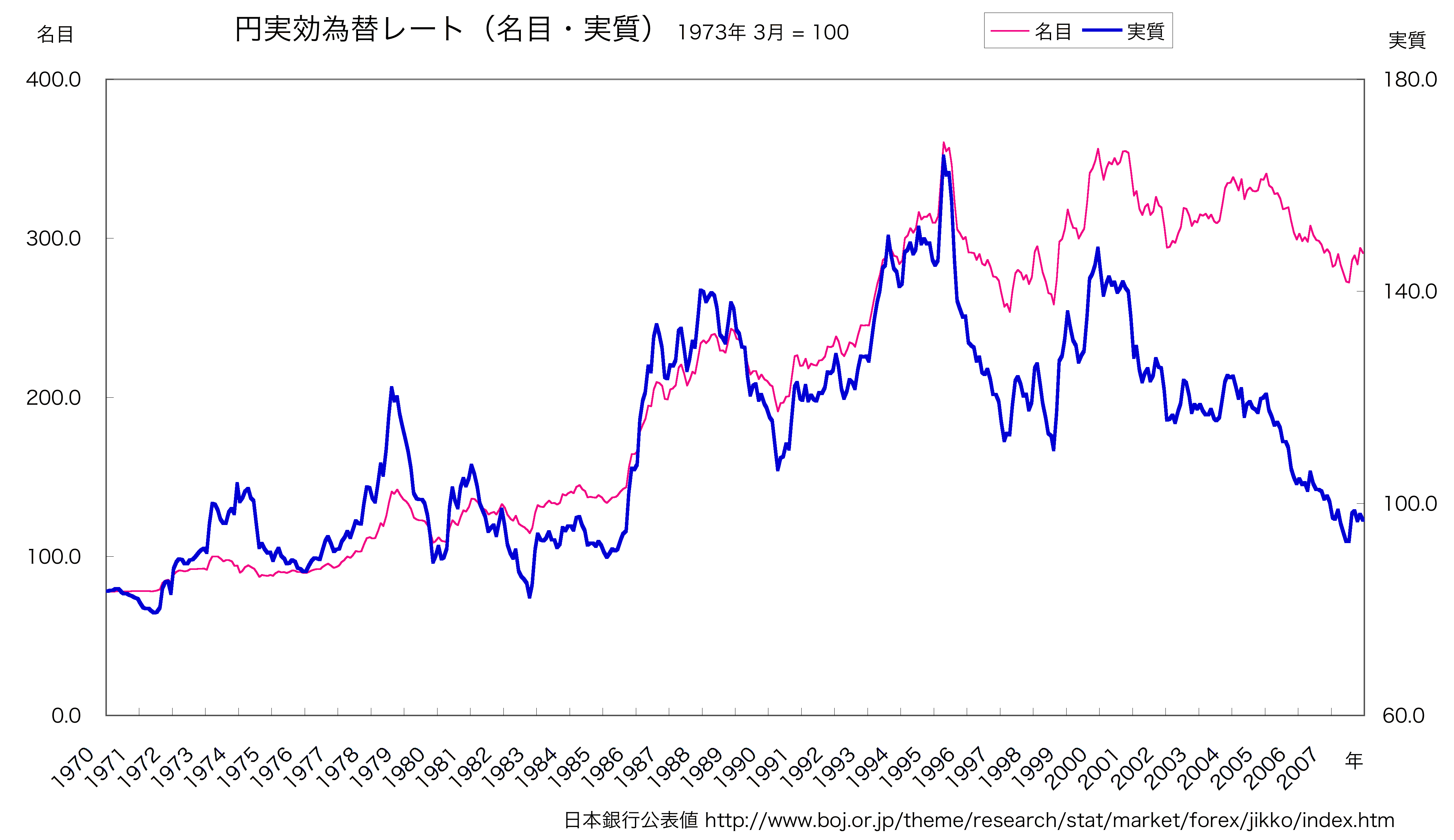
日圓匯率

- Announcement the Ministers of Finance and Central Bank Governors of France, Germany, Japan, the United Kingdom, and the United States (Plaza Accord) （页面存档备份，存于）
- U.S. Treasury - Exchange Stabilization Fund, Intervention Operations 1985-90
- Plaza Agreement, ANZ Financial Dictionary from Language of Money by Edna Carew （页面存档备份，存于）